# Gefecht bei Rheinberg
Hastenbeck – Rheinberg – Krefeld – Sandershausen – Mehr – Lutterberg 1758 – Bergen – Minden – Gohfeld – Fulda – Korbach – Emsdorf – Warburg – Rhadern – Kloster Kampen – Langensalza – Saalfeld – Vellinghausen – Arnsberg – Wilhelmsthal – Lutterberg 1762 – Brücker Mühle
Das Gefecht bei Rheinberg ereignete sich bei Kloster Kamp in der Nähe von Rheinberg am 12. Juni 1758. Am Beginn des Siebenjährigen Krieges zogen sich die Preußen aus dem Rheinland zurück, während die Franzosen vorrückten. Mit Hilfe britischer Gelder formierten die Preußen eine alliierte Armee unter Herzog Ferdinand von Braunschweig, der die Franzosen wieder über den Rhein trieb.

## Ausgangslage
Der Herzog von Braunschweig hatte die französische Armee unter dem Grafen Clermont über den Rhein zurückgetrieben. Daraufhin hatte die Armee zwischen Krefeld und Kleve auf dem linken Rheinufer Quartier bezogen. Auf dem rechten Rheinufer blieben nur Düsseldorf, Kaiserswerth und Wesel in französischer Hand. Der preußische König Friedrich II. und der englische König wollten die Franzosen vom Niederrhein zu vertreiben. Dazu sollte der Herzog von Braunschweig die Festung Wesel erobern.
Der Herzog kommandierte ein Korps, gemischt aus hannoverischen, hessischen, braunschweigischen, bückeburgischen und preußischen Truppen. Das Korps bestand aus 53½ Bataillonen, 62 Eskadrons und 150 Geschützen, insgesamt um 43.400 Mann; die französische Armee bestand aus 120 Bataillonen und 121 Eskadrons, insgesamt um 52.000 Mann. Außerdem stand der Prinz Soubise mit weiteren 24.000 Mann bei Hanau.

## Aufmarsch
Der Herzog beschloss, den Rhein nördlich von Wesel in der Gegend von Emmerich zu überschreiten. Gleichzeitig schickte er den Prinzen von Ysenburg mit 5½ Bataillonen und 3 Eskadrons (3400 Mann) in die Umgebung von Marburg. Am 25. Mai setzte sich das Korps in Bewegung; als Tarnung wurde eine Truppenparade vor den Kriegskommissaren angegeben.
Vom 1. bis 2. Juni überschritt die Hauptarmee zwischen Elten und Bimmen den Rhein. Der Generalmajor Wutginau wurde mit 5800 Mann nach Ringenberg in Marsch gesetzt. Die Hauptarmee kam ohne Widerstand in die Flanke des linken Flügels. Die Franzosen unter General Villemur zogen sich nach Kleve zurück und in der Nacht zum 3. nach Kalkar. Die Vorhut ging bis Goch vor, die Hauptarmee kam nach Kleve. In den folgenden Tagen wurde die Schiffbrücke flussaufwärts verlegt. General Wutginau wechselte auf das linke Ufer, General Imhof stand nun mit 6 Bataillonen und 4 Eskadrons (4500 Mann) auf dem rechten Ufer bei Mehr. Die Vorhut ging nach Uedem vor, um weiter nach Wesel, Geldern und Venlo vorzustoßen.
General Villemur ging nach Xanthen zurück, währenddessen sammelte Clermont seine Truppen bei Rheinberg. Der Herzog von Braunschweig ging am 8. Juni mit 32.000 Mann Richtung Uedem voran um das Korps Villemur zu schlagen, dieser ging aber am 9. Juni nach Rheinberg. Braunschweig stand am 10. bei Sonsbeck. Clermont stand nun mit 79 Bataillonen und 107 Eskadrons (52.000 Mann) bei Rheinberg.

## Gefecht
Der Herzog rückte bis Capellen vor. Der Herzog von Holstein ging mit 6 Bataillonen und 15 Eskadrons in die Gegend zwischen Issum und Steeg. Generalmajor Spörcken deckte mit 8 Bataillonen und 8 Eskadrons. Der Graf Clermont nahm eine neue Stellung ein, sein rechter Flügel stand bei Millingen. In der Nacht vom 11. auf den 12. Juni griffen die Alliierten an. General Spörcken stand von Alpen bis Saalfeld. Holstein ging bei Issum vor und Braunschweig bei Saalfeld. Die Franzosen antworteten mit Artillerie. Das Gefecht dauerte bis zum Nachmittag, als sich die Franzosen auf Rheinberg zurückzogen. Der Rückzug wurde durch viel aufgewirbelten Staub gedeckt; der Herzog von Braunschweig vermutete eine Falle und blieb vorsichtig. Als am nächsten Tag der Angriff begann, hatten sich die Franzosen zurückgezogen.
Aber mit dem Abzug der Armee konnte nun der Herzog mit der Belagerung von Wesel beginnen.